# Близко к сердцу
«Близко к сердцу» (англ. Up Close and Personal) —  американский художественный фильм 1996 года, снятый режиссёром Джоном Эвнетом. В главных ролях — Роберт Редфорд и Мишель Пфайффер.

## Сюжет
Стареющий   журналист  Уоррен Джастис потихоньку сходит с телеорбиты. Знакомство  с симпатичной девушкой Салли возрождает в нём былой вкус к профессии. Он открывает в ней талант телеведущей и берётся обучать тонкостям  журналистики. Между ними просыпаются романтические чувства. В конце концов Сэлли  обгоняет своего учителя на профессиональном поприще и  добивается невиданной популярности. Уоррену приходится прибегать ко всё более опасным методам, дабы окончательно не остаться в её тени.

## В ролях
- Роберт Редфорд — Уоррен Джастис[2]
- Мишель Пфайффер — Салли[2]
- Стокард Чэннинг — Марсия МакГрат[2]
- Джо Мантенья — Баки Терранова
- Кейт Неллиган — Джоанна Кеннели
- Гленн Пламмер — Нед Джексон
- Джеймс Ребхорн — Джон Мерино

## Награды и номинации
Песня из фильма Because You Loved Me в исполнении Селин Дион  была номинирована на «Оскар», «Золотой глобус» и «Грэмми».